# Rhynchospora planifolia
Rhynchospora planifolia là loài thực vật có hoa trong họ Cói. Loài này được (T.Koyama) W.W.Thomas miêu tả khoa học đầu tiên năm 1996 publ. 1997.